# Mithridat
Mithridat, även kallat mitridat, Antidotus mithridatica Damocratis eller Electuarium mithridaticum, var i antiken ett så kallat universalmedel, en antidot, som sades kunna kurera alla sorters gifter. Mithridat bestod av opium, vin, honung samt en stor mängd olika aromatiska ämnen.

## Ursprung
Namnet härstammar från kung Mithridates VI av Pontos (132 f.Kr. - 63 f.Kr.) som sägs vara receptets ursprunglige skapare. Mithridates var väl bevandrad bland gifterna. Han omgav sig med dåtidens främsta läkare och utförde experiment på meningsmotståndare och krigsfångar. Den något paranoida Mithridates insåg att han hade många fiender och var rädd för att bli giftmördad. Tillsammans med sina läkare framtog han en antidot som skulle verka skyddande mot alla sorters gifter. Varje morgon tog han en mindre mängd av olika kända gifter utblandat i grädde. Med tiden trappades dosen långsamt upp med målet att uppnå en immunisering (hormesis). Kungen av Pontos kom i konflikt med romarriket och utkämpade tre krig innan han blev besegrad av Pompejus 65 f.Kr.. För att inte falla i fiendernas händer tömde han en giftbägare, men giftet hade ingen verkan. Istället fick han be sin galliske vaktkapten, Bituitus, genomborra honom med ett svärd.
Ett av de krigsbyten som Pompejus förde hem till Rom var Mithridates' berömda recept som bland annat visades bestå av backtimjan, koriander, persilja, vinruta, anis, fänkål samt ytterligare kryddor. Att detta recept skyddade mot några gifter är tvivelaktigt, men intresset i Rom var stort och Mithridat kom i ropet som magstärkande, allmänt kraftstärkande, smärtstillande och verksamt mot förgiftningar.

## Utveckling av receptet
Olika förbättringar av receptet förekom. Flera olika recept finns hos antikens medicinska författare, bland annat hos Galenos där mer än 40 olika ingredienser ingår, samt även i senare farmakopéer.
En annan som delade Mithridates' rädsla för att bli förgiftad var den romerske kejsaren Nero (37 - 68). Han beordrade sina två livläkare Damokrates och Andromachus att utforma en verksammare komposition av Mithridates' recept. Damokrates förnyade receptet genom att lägga till nya ämnen (och hans namn har därmed kommit att ingår i mithridatets latinska namn), i första hand kryddor men även ödlekött. Det nya mithridatet uppnådde hela 54 olika ingredienser som skulle blandas enligt vissa regler samt röras ut med vin och honung. Preparatet med dess föreskrifter skulle stå sig i över 1500 år. Den andre livläkaren, Andromachus, arbetade under liknande principer och lade till nya ämnen som sjölök, vallmosaft och ormkött. Den nya kompositionen fick namnet teriak som för eftervärlden kom att bli det mest berömda av de två läkemedlen. Först 1908 försvann receptet på teriak ur den franska farmakopén.[källa behövs] En förenklad teriak, mer liknande det ursprungliga recepten av Mithridates, kunde köpas på svenska apotek ända fram till 1968.[källa behövs]